# Gordian I
Gordian I, Marcus Antonius Gordianus Sempronianus Romanus Africanus (ur. ok. 159, zm. 12 kwietnia 238) – w 216 roku rzymski namiestnik Brytanii i Afryki Prokonsularnej, cesarz rzymski w 238 roku. Mąż Fabii Orestilli.

## Życiorys
Gordian w okresie rządów Aleksandra Sewera i Maksymina Traka był namiestnikiem Afryki Prokonsularnej. Obwołany cesarzem przez zbuntowaną przeciwko Maksyminowi Trakowi arystokrację prowincji, gdy przybył na inspekcję do miasta Tysdrus. Dzięki działaniom senatora Publiusa Liciniusa Valerianusa (późniejszego cesarza) otrzymał poparcie senatu rzymskiego, jednak jego panowanie trwało zaledwie 20 dni, gdyż namiestnik Numidii – Cappelianus, pozostając wierny Maksyminowi na czele jednego legionu (legio III Augusta) zaatakował Kartaginę będącą tymczasową siedzibą cesarza i pokonał popierające Gordiana oddziały składające się z uzbrojonych mieszkańców miasta i milicji miejskiej. Cesarz popełnił samobójstwo po przegranej bitwie, podczas której zginął jego syn i współwładca – Gordian II.